# Nembrotha kubaryana
Nembrotha kubaryana is een zeeslak die behoort tot de familie Polyceridae. Ze behoren tot de zeenaaktslakken (Nudibranchia). De soort komt voor in de tropische wateren van de Indische Oceaan. Nembrotha kubaryana kan een totale lengte bereiken van meer dan 120 millimeter. De slak voedt zich met zakpijpen, een klasse van Chordadieren. Nembrotha kubaryana maakt gebruik van de giftige stoffen van deze zakpijpen om zichzelf te verdedigen tegen roofdieren. Hij slaat de giftige stoffen op in zijn lichaam en laat ze vervolgens los bij dreigend gevaar.

## Galerij

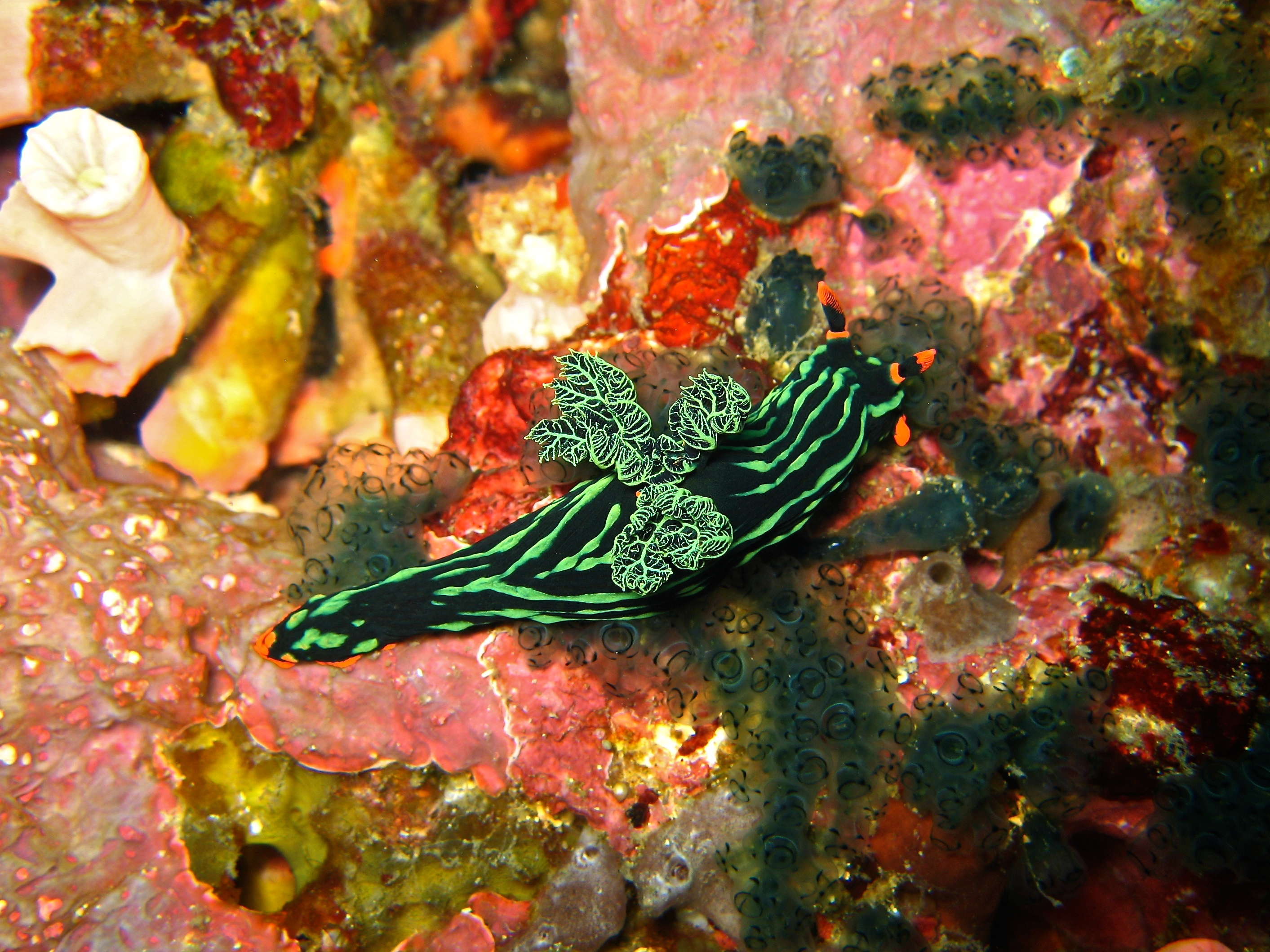
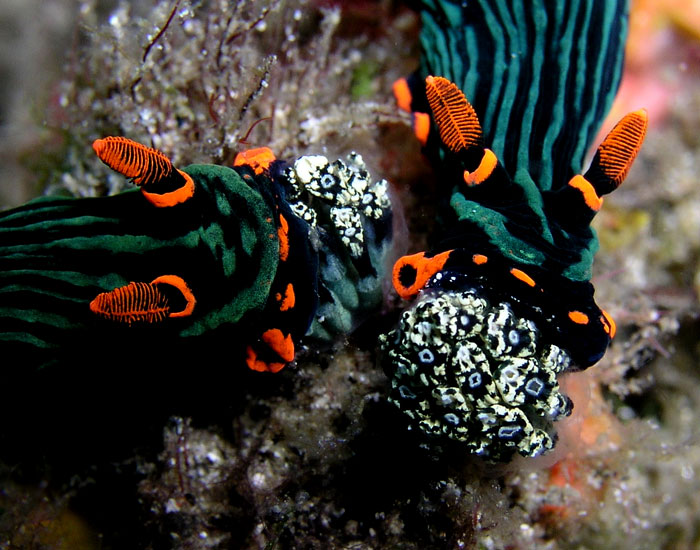
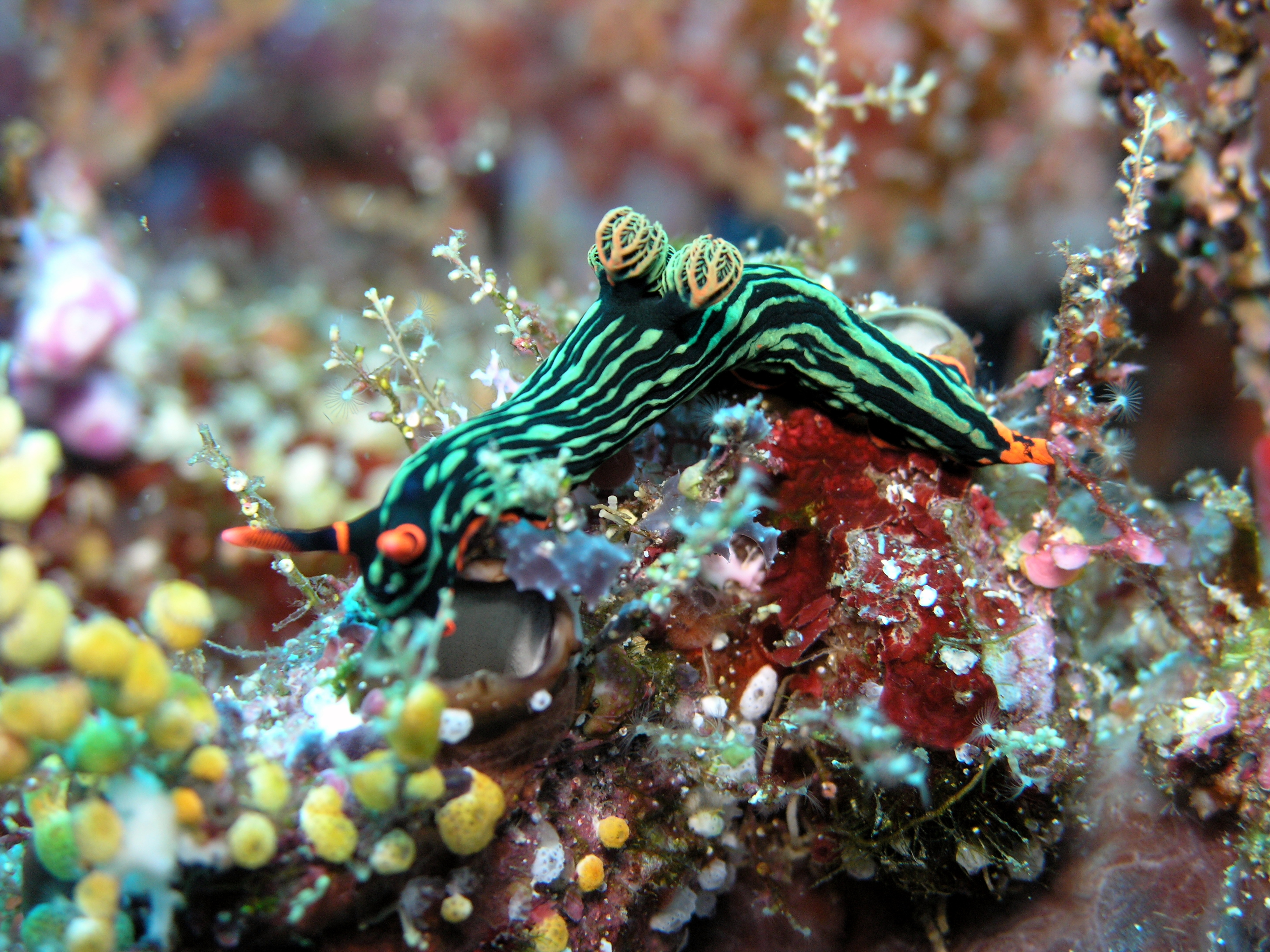